# 大阪市電安治川築港線
安治川築港線（あじがわちっこうせん）は、大阪市の玉船橋停留場と千舟橋停留場を結んでいた大阪市電の軌道路線である。第四期線として開業した。
大阪大空襲で被害を受けて全線休止。戦後の1947年（昭和22年）から安治川南岸が安治川内港として整備されたため、路線の走っていた通りと沿線の寿町・湊屋町・石田町は大部分が拡幅された安治川の川底および港湾用地となった。路線は復旧されないまま1960年（昭和35年）に正式に廃止された。

## 路線概要
- 起点：玉船橋停留場
- 終点：千舟橋停留場
- 営業キロ：3.4km
- 軌間：1,435mm
- 電化方式：直流600V（架空電車線方式）

## 沿革
- 1922年（大正11年）
  - 6月9日：大阪市電の第四期線として、玉船橋停留場 - 千舟橋停留場間を開業。
  - 8月16日：石田町停留場（初代）を湊屋町駅停留場に改称。石田町停留場（2代）を開業。
- 1927年（昭和2年）6月15日：波除橋停留場を玉船橋停留場寄りに100m移設。池山町停留場を開業。
- 1928年（昭和3年）ごろ：池山町停留場を千代見町四丁目駅停留場に改称。
- 1944年（昭和19年）6月1日：戦時体制下での急行運転のため、波除橋駅停留場、寿町駅停留場、石田町停留場、八幡屋町停留場を廃止。
- 1945年（昭和20年）3月13日：戦災のため全線休止。
- 1960年（昭和35年）10月10日：全線廃止。

## 停留場一覧
- 1945年（昭和20年）3月の路線休止当時
- 括弧書き（背景色がグレー）の駅はそれ以前の廃止・休止駅。

| 停留場名             | 読み                     | キロ程 | 接続路線                           | 廃止日       |
| -------------------- | ------------------------ | ------ | ---------------------------------- | ------------ |
| 玉船橋停留場         | たまふねばし             | 0.0    | 大阪市電：九条高津線、松島安治川線 |              |
| （波除橋停留場）     | なみよけばし             | 0.4    |                                    | 1944年6月1日 |
| 千代見町四丁目停留場 | ちよみちょうよんちょうめ | 0.7    |                                    |              |
| （寿町停留場）       | ことぶきちょう           | 1.0    |                                    | 1944年6月1日 |
| 湊屋町停留場         | みなとやちょう           | 1.5    |                                    |              |
| （石田町停留場）     | いしだちょう             | 1.9    |                                    | 1944年6月1日 |
| 幸運橋停留場         | こううんばし             | 2.4    |                                    |              |
| （八幡屋町停留場）   | やはたやちょう           | 2.9    |                                    | 1944年6月1日 |
| 千舟橋停留場         | ちぶねばし               | 3.4    | 大阪市電：築港線                   |              |